# طوماس بالكازار
طوماس بالكازار جونزاليس (بالإسبانية: Tomás Balcázar González)‏ (وُلِد سنة 1931) هو لاعب كرة قدم مكسيكي سابق كان يلعب كمهاجم. سبق له أن لعب محلياً لصالح نادي غوادالاخارا ودولياً في كأس العالم لكرة القدم مع منتخب بلاده.

## وصلات خارجية
- طوماس بالكازار على موقع الاتحاد الدولي (مؤرشف)  (الإنجليزية)
- طوماس بالكازار على موقع قاعدة بيانات كرة القدم.إي يو (الإنجليزية)
- طوماس بالكازار على موقع ناشيونال فوتبول تيمز (الإنجليزية)
- طوماس بالكازار على موقع Soccerway.com (الإنجليزية)
- طوماس بالكازار على موقع عالم كرة القدم.نت (الإنجليزية)
- طوماس بالكازار – سجل منافسات الفيفا
- Tomás Balcázar على فرق كرة القدم الوطنية.كوم